# 霊園・墓石のヤシロ
霊園・墓石のヤシロ（れいえん・ぼせきのやしろ）は、大阪府箕面市にある霊園・墓石運営に関する企業。

## 沿革
- 1980年（昭和55年） - 中山石渠が大阪府四條畷市に開発した大阪生駒霊園の販売子会社として株式会社大阪生駒霊園を設立[1][2]。
- 1984年（昭和59年） - 社名を株式会社大阪生駒メモリアルパークに変更[1]。
- 1992年（平成04年） - 沖縄県沖縄市に株式会社琉球メモリアルパークを設立[1]。
- 1993年（平成05年） - 中山石渠から独立[1]。
- 1998年（平成10年） - 社名を株式会社ヤシロに変更[1]。
- 2004年（平成16年） - 株式会社霊園・墓石のヤシロを設立[1]。
- 2020年（令和02年） - グループ親会社である株式会社ヤシロが株式会社霊園・墓石のヤシロを吸収合併し、社名を株式会社霊園・墓石のヤシロに変更[1]。

## 施設
霊園
- 北摂池田メモリアルパーク - 大阪府池田市
- 大阪生駒霊園 - 大阪府四條畷市
- 金剛生駒霊園 - 大阪府河内長野市
- 神戸三田メモリアルパーク - 兵庫県神戸市北区

納骨堂
- 池田龍聖御廟 - 大阪府池田市
- 大阪吹田御廟 - 大阪府吹田市
- 大坂御廟 - 大阪府大阪市淀川区
- 国分寺御廟 - 大阪府大阪市北区（国分寺内）

## 関連会社
- 琉球メモリアルパーク - 1992年（平成4年）8月1日に設立。

## CM
- 浜村淳[3]
- テツandトモ